# Cheilanthes lendigera
Cheilanthes lendigera es una especie de helecho de la familia botánica Pteridaceae. Se distribuye por América

Cheilanthes lendigera se caracteriza por los delgados rizomas largamente rastreros, los últimos segmentos pequeños (1-1.5 mm de diámetro), moniliformes, y el envés de la lámina peloso (en vez de escamoso).

## Descripción
Es un helecho con rizoma largamente rastrero, delgado, las escamas 2-3 mm, linear-lanceoladas, enteras, bicoloras; pecíolo 1-1.3 veces tan largo como la lámina, atropurpúreo o castaño, terete, sin escamas, peloso a glabrescente, los tricomas 0.5-1 mm, blanquecinos, subadpresos, tortuosos; lámina de 10-25 x 3-12 cm, lanceolada, raramente ovada, 3-4-pinnada, el haz glabro, el envés sin escamas, peloso, los tricomas 0.8-1.5 mm, hialinos a anaranjados, laxamente patentes; pinnas 1.5-6 x 1-2(-3) cm, equiláteras, angostamente triangulares; últimos segmentos 1-1.5 mm de diámetro, circulares, moniliformes, cuculados; raquis y costas castaño, densamente escamosos, las escamas 1-2 mm, filiformes, tortuosas, teretes, rojizas, no ocultando los ejes; nervaduras inconspicuas o no visibles; indusio escarioso, tan ancho como la porción verde del margen recurvado o más ancho que ella, con una banda de tricomas a lo largo del límite entre la porción escariosa y la verde; esporas pardo oscuro.

## Distribución y hábitat
Se encuentra en los bosques de Quercus, sobre rocas o grietas en acantilados, áreas rocosas al borde de caminos, a una altitud de 1100-2300(-3400) m s. n. m., en los Estados Unidos, México, Mesoamérica, Colombia, Venezuela, Ecuador y La Española.

## Taxonomía
Cheilanthes lendigera fue descrita por (Cav.) Sw. y publicado en Synopsis Filicum 128, 328. 1806.
Sinonimia
- Allosorus lendigera (Cav.) Farw.
- Cheilanthes frigida Linden ex T. Moore
- Cheilanthes lanuginosa Nutt. ex Hook.
- Cheilanthes lanuginosa M. Martens & Galeotti
- Cheilanthes lendigera var. minor (M. Martens & Galeotti) T. Moore
- Cheilanthes minor M. Martens & Galeotti
- Myriopteris frigida (Linden ex T. Moore) J. Sm.
- Myriopteris lendigera (Cav.) J. Sm.
- Myriopteris marsupianthes Fée
- Myriopteris villosa Fée
- Pomatophytum pocillatum M.E. Jones
- Pteris lendigera Cav.[2]